# Serie B 2003-2004 (rugby a 15)
La serie B 2003-04 fu il campionato di terza divisione di rugby a 15 in Italia della stagione 2003-04.
Si tenne dal 19 ottobre 2003 al 30 maggio 2004 tra 40 squadre ripartite in 4 gironi geografici e promosse 6 squadre in serie A retrocedendone altre 4 in serie C.
Alla promozione diretta accedettero le vincitrici di ciascuno dei quattro gironi, rispettivamente Bassa Bresciana (che, preliminarmente all'avvio della stagione successiva, cedette al Brescia il proprio titolo sportivo di serie A), Colorno, Udine e Partenope, mentre dopo i play-off le altre due squadre a salire di categoria furono Fiamme Oro e Conegliano.
A retrocedere in serie C furono altresì Fiorenzuola, Cecina, Monselice e CUS Catania.

## Formula
Le 40 squadre furono ripartite su 4 gruppi da 10 squadre ciascuno, in ciascuno dei quali esse si incontrarono con la formula del girone all'italiana.
Alla fine del torneo la prima classificate di ogni girone accedettero alla serie A 2004-05 e l'ultima classificata di ogni girone retrocedette in serie C 2004-05.
Ai fini della compilazione della graduatoria si calcolò la classifica avulsa tra le squadre non cadette, le quali non partecipavano alla promozione e alla retrocessione.
Dopo la fase a gironi si tennero i play-off tra le quattro seconde classificate per promuovere ulteriori due squadre in serie A: quella del girone A incontrò quella del girone B, e lo stesso avvenne per i gironi B e D; fu il sorteggio a decidere l'ordine dei campi.
Le due squadre vincenti i play-off accedettero in serie A.

## Squadre partecipanti

### Girone A
| Club            | Sponsor | Città              | Impianto interno   |
| --------------- | ------- | ------------------ | ------------------ |
| Asti            |         | Asti               |                    |
| Bassa Bresciana |         | Leno               | Stadio comunale    |
| Calvisano A     |         | Calvisano          | Stadio San Michele |
| CUS Milano      |         | Milano             | Stadio Giuriati    |
| CUS Genova      |         | Genova             | Stadio Carlini     |
| Fiorenzuola     |         | Fiorenzuola d'Arda |                    |
| Lumezzane       |         | Lumezzane          |                    |
| Rugby Milano    |         | Milano             | Stadio Giuriati    |
| Ospitaletto     |         | Ospitaletto        | ASO Stadium        |
| Rho             | Atofina | Rho                | C.S. Molinello     |

### Girone C
| Club       | Sponsor | Città              | Impianto interno     |
| ---------- | ------- | ------------------ | -------------------- |
| Alpago     |         | Alpago             |                      |
| Bassano    |         | Bassano del Grappa |                      |
| Casale     |         | Casale sul Sile    | Stadio Eugenio       |
| Conegliano |         | Conegliano         |                      |
| CUS Padova |         | Padova             | C.S. Piovego         |
| CUS Verona |         | Verona             | C.S. Gavagnin-Nocini |
| Feltre     |         | Feltre             |                      |
| Monselice  |         | Monselice          |                      |
| Tarvisium  |         | Treviso            | Campo San Paolo      |
| Udine      |         | Udine              | Stadio Gerli         |

### Girone B
| Club          | Sponsor | Città                   | Impianto interno   |
| ------------- | ------- | ----------------------- | ------------------ |
| Vasari Arezzo |         | Castel San Pietro Terme |                    |
| Bologna       |         | Bologna                 | Stadio Arcoveggio  |
| Cecina        |         | Cecina                  |                    |
| Colorno       |         | Colorno                 | Stadio Maini       |
| Formigine     |         | Formigine               |                    |
| Frascati      |         | Frascati                | Stadio di Cocciano |
| Jesi '70      |         | Jesi                    |                    |
| Livorno       |         | Livorno                 | Stadio Montano     |
| Rieti         |         | Rieti                   | Stadio Iacoboni    |
| Viterbo       |         | Viterbo                 |                    |

### Girone D
| Club        | Sponsor | Città                  | Impianto interno        |
| ----------- | ------- | ---------------------- | ----------------------- |
| Avezzano    |         | Avezzano               |                         |
| CUS Catania |         | Catania                | Stadio Goretti          |
| CUS Messina |         | Messina                |                         |
| CUS Roma    |         | Roma                   | Stadio Tor di Quinto    |
| Colleferro  |         | Colleferro             | Stadio Natali           |
| Fiamme Oro  |         | Roma                   | C.S. P.S. Ponte Galeria |
| Partenope   |         | Napoli                 | Stadio Collana          |
| Ragusa      |         | Ragusa                 |                         |
| Sannio      |         | San Giorgio del Sannio |                         |
| Segni       |         | Segni                  |                         |

## Classifiche fase a gironi

### Girone B
|  |     | Squadra       | G  | V  | N | P  | PF  | PS  | P±   | B  | Pen | Pt |
|  | --- | ------------- | -- | -- | - | -- | --- | --- | ---- | -- | --- | -- |
|  | 1.  | Colorno       | 18 | 16 | 0 | 2  | 659 | 211 | 448  | 8  | 0   | 72 |
|  | 2.  | Bologna       | 18 | 14 | 0 | 4  | 540 | 236 | 304  | 12 | 0   | 68 |
|  | 3.  | Livorno       | 18 | 11 | 0 | 7  | 354 | 358 | −4   | 10 | 0   | 54 |
|  | 4.  | Viterbo       | 18 | 9  | 0 | 9  | 405 | 426 | −21  | 8  | 0   | 44 |
|  | 5.  | Jesi '70      | 18 | 9  | 1 | 8  | 361 | 387 | −26  | 5  | 4   | 39 |
|  | 6.  | Vasari Arezzo | 18 | 6  | 0 | 12 | 437 | 658 | −221 | 10 | 0   | 34 |
|  | 7.  | Frascati      | 18 | 6  | 1 | 11 | 309 | 387 | −78  | 8  | 4   | 30 |
|  | 8.  | Formigine     | 18 | 7  | 0 | 11 | 333 | 439 | −106 | 7  | 8   | 27 |
|  | 9.  | Rieti         | 18 | 7  | 0 | 11 | 239 | 412 | −173 | 5  | 12  | 21 |
|  | 10. | Cecina        | 18 | 4  | 0 | 14 | 287 | 487 | −200 | 5  | 4   | 17 |

## Play-off
|  | Play-off   |            |    |    |    |  |
|  |            |            |    |    |    |  |
|  | Conegliano | Conegliano | 39 | 24 | 63 |  |
|  | Lumezzane  | Lumezzane  | 10 | 12 | 22 |  |
|  | Bologna    | Bologna    | 20 | 3  | 23 |  |
|  | Fiamme Oro | Fiamme Oro | 13 | 24 | 37 |  |

## Verdetti
- Bassa Bresciana, Colorno, Udine e Partenope: promosse direttamente in serie A 2004-05
- Fiamme Oro e Conegliano promosse in serie A 2004-05 dopo i play-off
- Fiorenzuola, Cecina, Monselice e CUS Catania: retrocesse in serie C 2004-05